# كيبك القديمة
كيبك القديمة هو أقدم جزء في مدينة كيبك يوجد فيه قسمان :
- كيبك القديمة الدنيا الواقع تحت رأس ديامان
- كيبك القديمة العليا الواقع في أعلى رأس ديامان

انظر أيضا : كيبك القديمة (دائرة سابقة)